# Cynanchum guehoi
Cynanchum guehoi är en oleanderväxtart som beskrevs av Jean Marie Bosser. Cynanchum guehoi ingår i släktet Cynanchum och familjen oleanderväxter. Inga underarter finns listade i Catalogue of Life.